# Walram von Thierstein
Graf Walram III. von Thierstein-Pfeffingen (auch Walram oder Walraff von Thierstein; * vor 1339; † 22. Mai 1403) war Herr zu Pfeffingen aus dem Geschlecht der Grafen von Thierstein.
Bekannt wurde der Graf im Zusammenhang mit einer Legende um das grosse Erdbeben von Basel im Jahr 1356.

## Familie und Herkunft
Walram stammt aus dem Geschlecht der Grafen von Thierstein. Er war der Sohn des Pfalzgrafen Walram II. von Thierstein-Pfeffingen und dessen Ehefrau, Agnes von Aarberg-Aarberg. Er war in erster Ehe mit Anna von Fürstenberg († vor 1401) verheiratet. Aus dieser Ehe sind folgende Kinder bekannt:
- Johann I. († 1386), Domherr zu Basel
- Walram IV. († 1386) ⚭ Alix (Adelheid) von Baden (1327–1373)[3]
- Verena († 1401) ⚭ 1. Hans Ulrich von Hasenburg († 1386), ⚭ 2. Hans von Cly
- Anna († 1419)[4] ⚭ 1. Martin Malterer († 1386), ⚭ 2. Eberhard VII. Graf von Nellenburg

Beide Söhne und beide Schwiegersöhne starben 1386 in der Schlacht bei Sempach.
In zweiter Ehe heiratete er Gisela Malterer, die Witwe des Johann Malterer, die damit Stiefmutter ihrer Schwiegertochter Anna wurde.
1358 übergab Markgraf Otto von Hachberg-Sausenberg die Vormundschaft über seinen Neffen Rudolf III. von Hachberg-Sausenberg an Walram, der ein Bruder von Rudolfs Mutter Katharina war. Er regierte nun zusammen mit Otto bis zur Volljährigkeit seines Neffen 1364 die Markgrafschaft Hachberg-Sausenberg.

## Legende vom Erdbeben

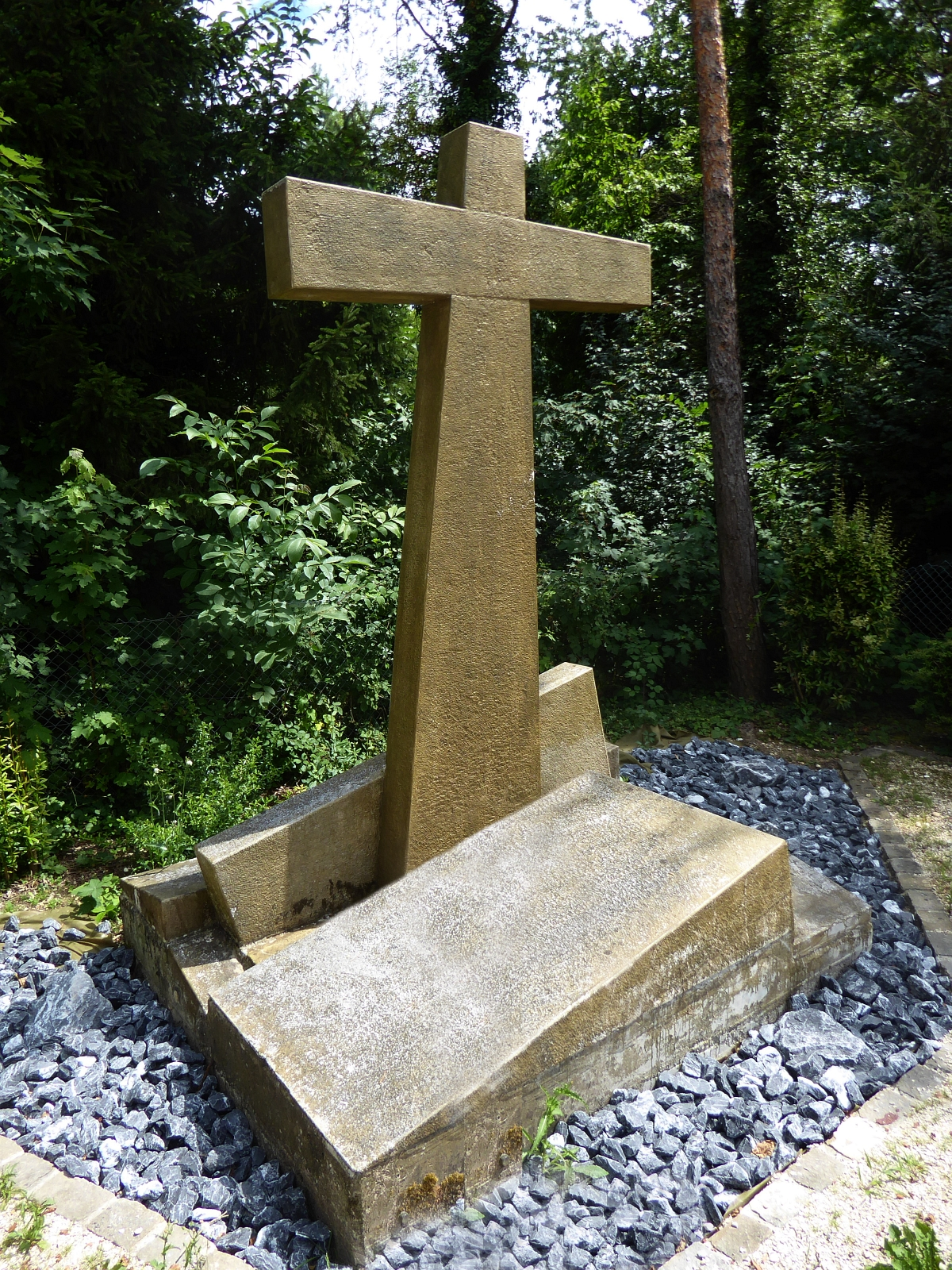
Erdbebenkreuz in Reinach

Am Dienstag, dem 18. Oktober 1356 ritt der Graf zusammen mit dem Ritter von Bärenfels von seiner Burg Pfeffingen gegen die Stadt Basel. Nach einer erfolgreichen Jagd waren die beiden sehr ausgelassen und beachteten zuerst den pilgernden Priester nicht, der ihnen bei Reinach auf der staubigen Strasse entgegenkam. Der Priester musste sich durch einen Sprung vor den daherkommenden Reitern in Sicherheit bringen. Der Graf und der Ritter zügelten darauf ihre Pferde und begrüssten den zu Tode erschrockenen Priester vergnügt. Dieser beruhigte sich und ermahnte die beiden Reiter, ruhiger und vorsichtiger zu sein, damit nicht wirklich noch ein Unglück geschehe.
Der Ritter von Bärenfels jedoch brach in ein spöttisches Lachen aus und schliesslich verhöhnten beide den Priester und entfernten sich von ihm. Auf dem weiteren Weg Richtung Basel wurde der Graf Walram immer nachdenklicher und bedrückter. Er begann sich Vorwürfe über ihr Verhalten zu machen und das schlechte Gewissen plagte ihn immer mehr. Kurz vor den Toren der Stadt Basel entschloss er sich umzukehren und wendete nach einer kurzen Verabschiedung vom Ritter von Bärenfels sein Pferd. Er wollte nach Hause zurückkehren und dabei den Gottesmann suchen und sich bei ihm für sein Verhalten entschuldigen. Er konnte den Priester nicht mehr finden und ritt weiter zurück zu seiner Burg. Als er gerade ein weites Feld überquerte, vernahm er ein dumpfes Rollen und der Boden unter seinen Füssen begann heftig zu zittern. Angstvoll bäumte sich sein Pferd auf und der Graf sah mit Schrecken, wie ringsherum die stolzen Burgen von Pfeffingen, Reichenstein, Birseck und Dorneck in sich zusammenfielen und grosse Rauchwolken in den Himmel stiegen. Nach den stärksten Erdstössen ritt der verstörte Graf schnell zu seiner Burg Pfeffingen, welche grosse Schäden erlitten hatte. Zum Glück aber war seine Familie unversehrt geblieben und das jüngste Kind lag in seiner Wiege zwischen den Trümmern der Burg.
Der Ritter von Bärenfels hingegen wurde beim Durchreiten des Stadttores vom Erdbeben überrascht und von einem herunterfallenden Stein erschlagen.
Nach dem Erdbeben liess der Graf aus Dankbarkeit für seine wunderbare Rettung in Reinach, am Ort der Begegnung mit dem Priester, ein Kreuz errichten. Dieses schiefe Kreuz erinnert seither die Menschheit an die reumütige Umkehr des Grafen Walram, an den schicksalhaften Tod des Ritters von Bärenfels und an das grosse Erdbeben, das die Stadt Basel und die nahe Region im Jahr 1356 in Schutt und Asche legte. Das Kreuz wurde mehrmals erneuert und beim letzten Mal um einige Meter versetzt, weg von der stark befahrenen Hauptstrasse zwischen Pfeffingen und Basel.